# Brusno
Brusno é um município da Eslováquia localizado no distrito de Banská Bystrica, região de Banská Bystrica.

## Demografia
| Ano:        | 1994 | 2004   | 2014   | 2024   |
| ----------- | ---- | ------ | ------ | ------ |
| Broj ljudi: | 2081 | 2114   | 2145   | 2122   |
| Razlika:    |      | +1,58% | +1,46% | -1,07% |

| Ano:               | 2023 | 2024   |
| ------------------ | ---- | ------ |
| Número de pessoas: | 2126 | 2122   |
| Diferença:         |      | -0,18% |